# Helmut Noll
Helmut Noll (* 27. Juni 1934 in Vegesack; † 27. November 2018 in Bremen) war ein deutscher Ruderer. Er gewann 1952 eine olympische Silbermedaille.
1952 bildeten Helmut Heinhold und Heinz Manchen vom Vegesacker Ruderverein einen neuen Zweier mit Steuermann, der 18-jährige Helmut Noll saß als Steuermann im Boot. Dieses Boot gewann auf Anhieb den Deutschen Meistertitel vor den Duisburger Titelverteidigern Müller, Brinkmann und Funke. Damit qualifizierten sich die drei Bremer auch für die olympische Ruderregatta 1952 in Meilahti, einem Stadtteil von Helsinki. Dort erreichten zwei deutsche Boote das Finale. Der Achter belegte den fünften Platz, während der Zweier nur den Franzosen Raymond Salles, Gaston Mercier und Bernard Malivoire unterlag und damit Silber gewann.
Während Heinhold und Manchen auch in den folgenden Jahren noch Erfolge hatten, endete die Karriere von Helmut Noll nach den Olympischen Spielen 1952. Der jüngste deutsche Olympiateilnehmer von Helsinki erhielt 1952 das Silberne Lorbeerblatt.